# Alberto Cracchi
Alberto Cracchi OFM (ur. 1 lipca 1831 w Landiona, zm. 22 grudnia 1887 w Pult) – włoski biskup rzymskokatolicki, biskup ordynariusz Pultu w latach 1870–1887.